# (100184) 1994 AE12
(100184) 1994 AE12 es un asteroide perteneciente al cinturón de asteroides, descubierto el 11 de enero de 1994 por el equipo del Spacewatch desde el Observatorio Nacional de Kitt Peak, Arizona, Estados Unidos.